# Ersttrimesterscreening
Das Ersttrimesterscreening (ETS; in der Schweiz Ersttrimestertest, ETT; englisch First Trimester Screening, abgekürzt FTS) ist eine Screening-Untersuchung im Rahmen der  Pränataldiagnostik im ersten Drittel der Schwangerschaft (das Ersttrimester sind die ersten 3 Monate der 9-monatigen Schwangerschaft) zum Auffinden eines Down-Syndroms beim ungeborenen Kind.
Das Ersttrimesterscreening ist eine von drei nichtinvasiven Methoden der Down-Syndrom-Erkennung und hat nach einem Test der Stiftung Warentest aus dem Jahr 2009 den dritten Rang hinsichtlich Sicherheit des Nachweises (d. h. möglichst hohe Auffindungsrate und möglichst wenige falsch positive Befunde) hinter dem Integrierten Screening und dem Sequenziellen Screening.

## Methode
Beim FTS werden zwei biochemische Laborwerte aus dem mütterlichen Serum (PAPP-A und freies β-hCG) analysiert sowie im Ultraschall die fetale Nackentransparenz ausgemessen. Die Kombination dieser Ergebnisse wird dazu verwendet, in einem statistischen Vergleich mit einer großen Anzahl bereits bekannter Kombinationen aus Schwangerschaften mit positiven und negativen Diagnosen eine Wahrscheinlichkeit für das mögliche Vorliegen einer fetalen Chromosomenaberration, speziell einer Trisomie 21 (Down-Syndrom), zu ermitteln. Diese Wahrscheinlichkeiten modifizieren wiederum die bereits bei jeder Schwangeren bestehende Wahrscheinlichkeit für eine Trisomie 21 (üblicherweise das so genannte Altersrisiko oder das Wiederholungsrisiko nach vorangegangener Schwangerschaft mit fetaler Trisomie 21).
Ein Beispiel: Ein Paar lässt ein Ersttrimesterscreening durchführen. Das Ergebnis liefert einen Wahrscheinlichkeitswert von 1:300, dass das Kind eine Trisomie 21 bekommen könnte. Aufgrund des erhaltenen Untersuchungsergebnisses, der genetischen Vorgeschichte der Eltern, des Alters der Mutter und des Vertrauens in das Testverfahren (Stichworte True Positive Rate und False Positive Rate) können die Eltern – ggf. in Kombination mit dem betreuenden Arzt – eine Entscheidung über weitere Maßnahmen treffen.
Ein erweitertes Ersttrimesterscreening (ETS) kann bis zu 95 % der von Trisomie 21 (Down-Syndrom) betroffenen Feten erkennen. Bei 3 bis 10 Prozent der Feten ohne eine Trisomie 21 wird durch das ETS fälschlicherweise ein erhöhtes Risiko ermittelt.
Überschreitet die durch Ersttrimesterscreening ermittelte Wahrscheinlichkeit einen bestimmten Grenzwert, war es bislang üblich, dass der behandelnde Frauenarzt seiner Patientin in der Regel eine Mutterkuchenpunktion oder eine Fruchtwasseruntersuchung anbot. Bei beiden Methoden handelt es sich um invasive Eingriffe, durch die kindliche Zellen für die eigentliche diagnostische Untersuchung, die pränatale Chromosomenanalyse, gewonnen werden. Erst eine solche Untersuchung führt schließlich zur annähernd hundertprozentigen Bestätigung oder zum annähernd sicheren Ausschluss einer kindlichen Chromosomenaberration. Die invasiven Untersuchungen führen jedoch in 0,3 bis 1 % der Eingriffe zu einer Fehlgeburt (Stand: 2014).:1 In der Schweiz wird in der Regel zuerst ein nicht-invasiver pränataler Test angeboten, bei einem berechneten Risiko größer als 1:1000 im Rahmen des Ersttrimestertests (Nackentransparenz, Bluttest) werden die Kosten seit 2015 durch die Grundversicherung übernommen.

## Untersuchungszeitraum
Das Ersttrimesterscreening wird am Ende des ersten Drittels (First-Trimester / Ersttrimester) der Schwangerschaft, im Zeitraum zwischen 11 Wochen +0 Tagen bis zu einschließlich 13 Wochen +6 Tagen, durchgeführt. Neue Studien zeigen, dass die Aussagekraft dieses Screenings von 11 bis zu 13 Schwangerschaftswochen abnimmt. Das PAPP-A ist insbesondere mit 10 Wochen und früher (8–9 Wochen) wesentlich aussagekräftiger als mit 13 Wochen. Umgekehrt besitzt das freie β-hCG mit 11 Wochen eine geringere Aussagekraft, die sich erst in den folgenden Schwangerschaftswochen steigert, mit einem Optimum im 2. Trimester (ab 14 Wochen). Diese Diskrepanz wird durch das integrierte Screening vermieden, bei dem die Risikomarker zusätzlich zur Doppleruntersuchung des Ductus venosus und der Trikuspidalklappe analysiert werden können.

## Praktischer Einsatz
Basierend auf verschiedenen statistischen Algorithmen und unterschiedlichen Testgruppen gibt es mehrere Rechenprogramme, mit denen ein Ersttrimesterscreening durchgeführt werden kann. Für die schwangere Frau ist es wichtig, eine Abschätzung über die Zuverlässigkeit der verwendeten Methode zu erhalten. Gleichzeitig benötigt der behandelnde Arzt eine juristische und ethische Absicherung, dass er für die Patientin einen validen, also nachweislich zuverlässigen Algorithmus auswählt. Er muss deshalb kontrollieren, inwieweit Studien das anvisierte Ersttrimesterscreening verifizieren und wie hoch dessen Fehlerrate ist. Da keiner der heute üblichen Algorithmen ganz frei verfügbar ist, läuft es praktisch auf den Vergleich verschiedener Produkte unterschiedlicher Anbieter hinaus. In der Februarausgabe 2009 der Stiftung Warentest wurden verschiedene dieser Medizinprodukte, zu denen solche Rechenprogramme gehören, beurteilt. Seit 2013 fordert die Gendiagnostik-Kommission am Robert Koch-Institut in ihrer Richtlinie für die Anforderungen an die Durchführung der vorgeburtlichen Risikoabklärung "die Veröffentlichung des gesamten Algorithmus mit detaillierter Softwarespezifikation, die präzise und nachvollziehbar beschreibt, wie die Risiken berechnet werden". Zu den oben genannten medizinischen Aspekten kommt für den produktiven Einsatz in Laboren hinzu, dass je nach Anbieter und Screening-Qualität teilweise erhebliche Einstiegskosten entstehen.